# Drosophila arapuan
Drosophila arapuan är en tvåvingeart som beskrevs av Cunha och Pavan 1947. Drosophila arapuan ingår i släktet Drosophila och familjen daggflugor.
Artens utbredningsområde är Brasilien.